# RSCA Futures
El RSCA Futures es un equipo de fútbol de Bélgica que juega en la Segunda División de Bélgica, la segunda categoría nacional.

## Historia
Fue fundado el 14 de agosto de 2022 en la capital Bruselas como el equipo filial del RSC Anderlecht como un medio para relanzar su academia de fútbol, iniciando en la segunda división nacional en la temporada 2022/23.